# Абель Марія Пер'є
Абель Марія Шарль Пер'є (фр. Abel Marie Charles  Perier, 1822 або 1825, Вітрі-сюр-Сен — 10 січня 1881, Львів) — львівський скульптор французького походження.

## Життєпис
Запрошений з Парижа до Львова Ципріаном Годебським. Близько 1863 року виконував надгробки та храмові скульптури для каменярського закладу Леопольда Шімзера. Завдяки Юліану Марковському вдалось ідентифікувати три надгробки роботи Пер'є на Личаківському цвинтарі, підписані Шімзером. 1877 року відкрив власну скульптурну майстерню на вулиці Пекарській, 21 у Львові. 31 березня 1878 року отримав концесію на каменярські роботи. Того ж року спільником Пер'є став Юліан Горголевський. Помер від туберкульозу 10 січня 1881 року. Майстерню успадкувала вдова Марія з дому Сташкевичів і син Генрик Пер'є — також скульптор.

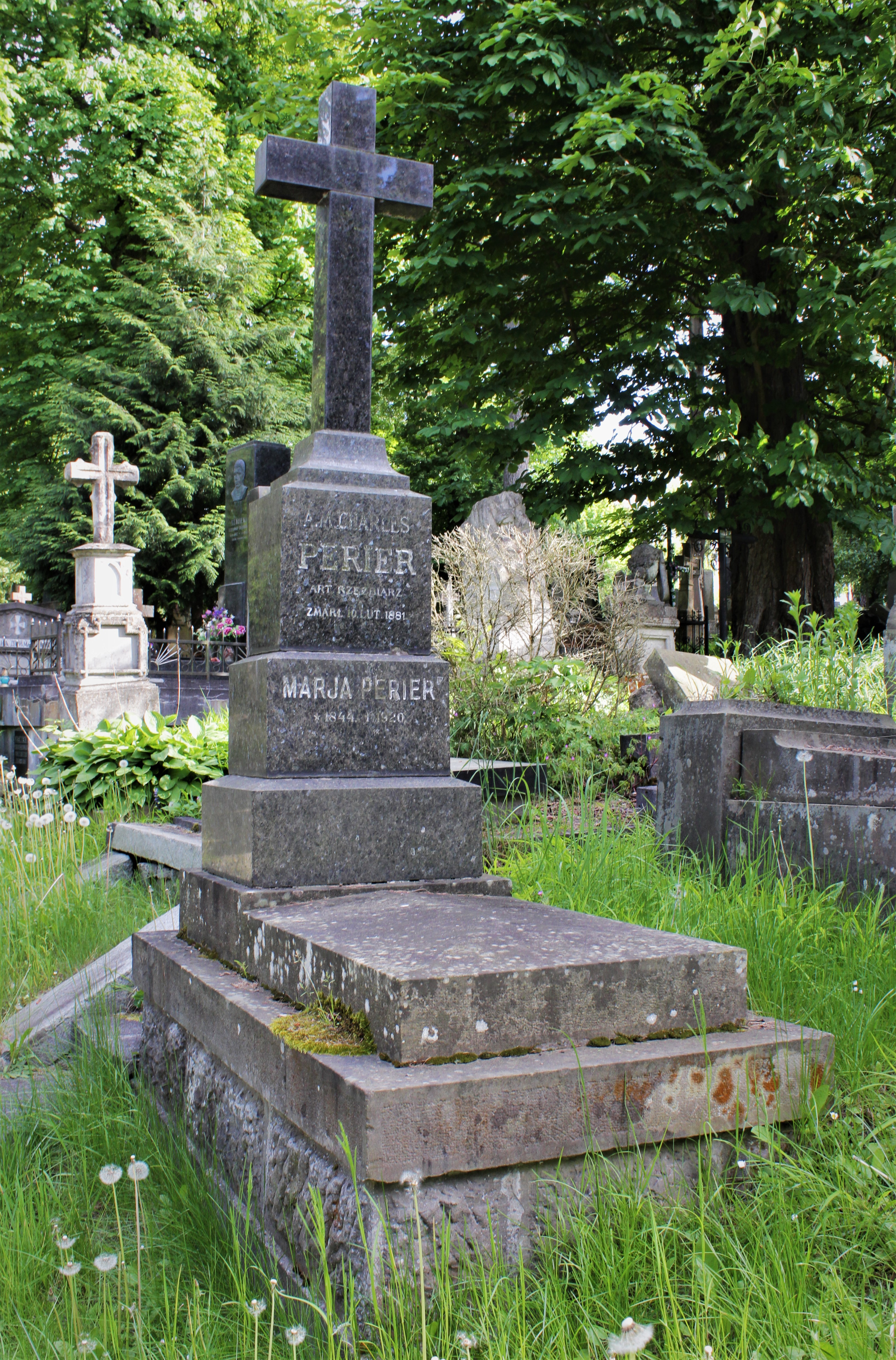
Надгробок на могилі родини Пер'є.

Похований на 4 полі Личаківського цвинтаря.
Роботи
- Брав участь в оздобленні Дому військових інвалідів у Львові під керівництвом Ципріана Годебського. Виконав там більшу частину орнаментальної різьби.
- Реставрація пам'ятника гетьману Станіславу Яблоновському у Львові (спільно з Парисом Філіппі, 1860—1861). У 1861 році відновлений монумент урочисто встановили на центральному львівському променаді, який з того часу отримав назву Гетьманських валів[1].
- Пам'ятники на Личаківському цвинтарі: на могилі Кароля Шайнохи (проєкт Париса Філіппі), Валерія Лозинського там же на полі № 43 (відкритий 1863, проєкт Ципріана Годебського і Фелікса Ксенжарського), Франциска Гешепфа (пом. 1863, підписаний «L. Schimser»). Надгробки Пентерів (поле 10), Богдановичів а Лазаро (поле 7), Карла Зінгера Висогурського (пом. 1859, поле 53), Йогана Венцля (пом. 1861, поле 53), Едмунда Гловацького (пом. біля 1863, поле 12), Юзефа Спаусти (помер 1871), Юзефи Сєрославської (1872), надгробок Гоффлігів, статуя Марії Богуш (1875, карарський мармур, поле 74) надгробок Терези Рдух зі Штекельмаєрів (бл. 1878), портретний медальйон на гробі Франциска Сидоровича (1879), кам'яний орел на саркофагу Яна Непомуцена і Леха Новаковського (бл. 1879–1880).
- Пам'ятники на цвинтарі в Бібрці — Аугуста Чайковського (1858) і Юзефи Торосевич із Чайковських (1868).
- Ймовірно, виконав надгробки Вітольда Малаховського (пом. 1865) на Городоцькому цвинтарі, родини Шулковських (бл. 1866, підписаний «L. Schimser») і графині Елеонори Мнішхової з Цетнерів (пом. 1868). Ймовірно, був автором пам'ятника Емілія Качковського в Городку (бл. 1867).
- Статуя святого Петра, встановлена 1891 року поруч із церквою святих Петра і Павла на вулиці Личаківській у Львові. Виконана близько 1865–1870 років у майстерні Шімзера.
- Мармурова епітафія Александру Фредру в костелі Рудок (1877, 1878). Медальйон для епітафії, а також мармурове погруддя Фредра експонувалось 1877 року на виставках у Львові.